# Бар-ле-Дюк
Бар-ле-Дюк (фр. Bar-le-Duc) — муніципалітет у Франції, у регіоні Гранд-Ест, адміністративний центр департаменту Мез. Населення — 14 668 осіб (01.01.2021).
Муніципалітет розташований на відстані близько 210 км на схід від Парижа, 85 км на південний захід від Меца. В минулому був столицею герцогства Бар (див. Список графів і герцогів Бара).

## Історія
До 2015 року муніципалітет перебував у складі регіону Лотарингія. Від 1 січня 2016 року належить до нового об'єднаного регіону Гранд-Ест.

## Демографія
Динаміка населення (Cassini і INSEE ):
Розподіл населення за віком та статтю (2006):
| Стать | Всього | До 15 років | 15-24 | 25-44 | 45-64 | 65-85 | Понад 85 |
| --- | ------ | ----------- | ----- | ----- | ----- | ----- | -------- |
| Чоловіки | 7368   | 1216        | 1170  | 1980  | 2029  | 859   | 114      |
| Жінки | 8669   | 1210        | 1063  | 2172  | 2317  | 1569  | 338      |
| \| Статево-вікова піраміда \| Статево-вікова піраміда \| Статево-вікова піраміда \| \| ----------------------- \| ----------------------- \| ----------------------- \| \| Чоловіки \| Вік \| Жінки \| \| 114 \| 85 + \| 338 \| \| 169 \| 80-84 \| 374 \| \| 184 \| 75-79 \| 418 \| \| 244 \| 70-74 \| 460 \| \| 262 \| 65-69 \| 317 \| \| 311 \| 60-64 \| 415 \| \| 526 \| 55-59 \| 552 \| \| 598 \| 50-54 \| 674 \| \| 594 \| 45-49 \| 676 \| \| 528 \| 40-44 \| 554 \| \| 433 \| 35-39 \| 500 \| \| 475 \| 30-34 \| 522 \| \| 544 \| 25-29 \| 596 \| \| 572 \| 20-24 \| 578 \| \| 598 \| 15-20 \| 485 \| \| 421 \| 10-14 \| 440 \| \| 401 \| 5-9 \| 386 \| \| 394 \| 0-4 \| 384 \| |        |             |       |       |       |       |          |
| Статево-вікова піраміда |        |             |       |       |       |       |          |
| Чоловіки | Вік    | Жінки       |       |       |       |       |          |
| 114 | 85 +   | 338         |       |       |       |       |          |
| 169 | 80-84  | 374         |       |       |       |       |          |
| 184 | 75-79  | 418         |       |       |       |       |          |
| 244 | 70-74  | 460         |       |       |       |       |          |
| 262 | 65-69  | 317         |       |       |       |       |          |
| 311 | 60-64  | 415         |       |       |       |       |          |
| 526 | 55-59  | 552         |       |       |       |       |          |
| 598 | 50-54  | 674         |       |       |       |       |          |
| 594 | 45-49  | 676         |       |       |       |       |          |
| 528 | 40-44  | 554         |       |       |       |       |          |
| 433 | 35-39  | 500         |       |       |       |       |          |
| 475 | 30-34  | 522         |       |       |       |       |          |
| 544 | 25-29  | 596         |       |       |       |       |          |
| 572 | 20-24  | 578         |       |       |       |       |          |
| 598 | 15-20  | 485         |       |       |       |       |          |
| 421 | 10-14  | 440         |       |       |       |       |          |
| 401 | 5-9    | 386         |       |       |       |       |          |
| 394 | 0-4    | 384         |       |       |       |       |          |

## Економіка
2010 року серед 10 597 осіб працездатного віку (15—64 років) 7506 були активними, 3091 — неактивною (показник активності 70,8%, у 1999 році було 72,4%). З 7506 активних мешканців працювало 6359 осіб (3243 чоловіки та 3116 жінок), безробітними було 1147 (608 чоловіків та 539 жінок). Серед 3091 неактивної 998 осіб було учнями чи студентами, 968 — пенсіонерами, 1125 були неактивними з інших причин.

У 2010 році в муніципалітеті числилось 7743 оподатковані домогосподарства, у яких проживали 15442,0 особи, медіана доходів виносила 17 395,5 євро на одного особоспоживача

## Персоналії
- Антуан I Добрий (фр. Antoine le Bon; 4 червня 1489 — 14 червня 1544) — герцог Лотарингії і Бара в 1508—1544 роках, граф Водемон (як Антуан III).
- Анаїс Дельва (* 1986) — французька співачка.